# Euplectella cucumer
Euplectella cucumer är en svampdjursart som beskrevs av Richard Owen 1857. Euplectella cucumer ingår i släktet Euplectella och familjen Euplectellidae.
Artens utbredningsområde är Seychellerna. Inga underarter finns listade i Catalogue of Life.